# Tecknau
Tecknau är en ort och kommun i distriktet Sissach i kantonen Basel-Landschaft, Schweiz. Kommunen har 808 invånare (2023).